# Doritis
Die Einteilung der Lebewesen in Systematiken ist kontinuierlicher Gegenstand der Forschung. So existieren neben- und nacheinander verschiedene systematische Klassifikationen. 
Das hier behandelte Taxon ist durch neue Forschungen obsolet geworden oder ist aus anderen Gründen nicht Teil der in der deutschsprachigen Wikipedia dargestellten Systematik.

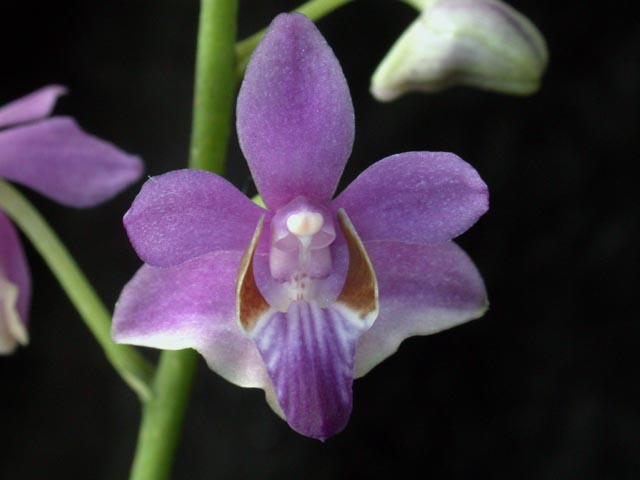
Doritis pulcherrima

Die Gattung Doritis Lindl. gehört zur Familie der Orchideen (Orchidaceae). Der Gattungsname ist derzeit ein Synonym für die Gattung Phalaenopsis, mit der Doritis zusammengelegt wurde.
Der botanische Name Doritis leitet sich von griech. dory (Sporn) ab und resultiert aus dem spornähnlichen Aussehen des Mentum (Kinn) der Blüte. Anders als häufig in der Literatur beschrieben wachsen Doritis überwiegend terrestrisch oder lithophytisch mit etwas Moos und Humus. Die Pflanzen weisen einen monopodialen Wuchs auf und besitzen relativ steife Blätter. Der Blütenstand wächst aufrecht.

## Verbreitung
Die Pflanzen der Gattung Doritis findet man in Nordost-Indien, Südchina, Burma, Vietnam, Thailand, Malaysia und auf Sumatra.

## Taxonomie
Die Gattung Doritis wurde 1833 durch John Lindley in The Genera and Species of Orchidaceous Plants Seite 178 erstbeschrieben. Die Behandlung der Gattung Doritis bereitete lange Zeit Probleme. Dies liegt zum einen daran, dass sie entweder als separate Gattung oder als in die Gattung Phalaenopsis integriert beschrieben wurde. Zum anderen wurde sie einerseits als monotypische Gattung mit Doritis pulcherrima und ihren Variationen und Formen als einzige Art beschrieben, an anderer Stelle als Gattung mit bis zu drei Arten dargestellt. Zur Verdeutlichung führt die folgende Liste sowohl die ehemaligen Artnamen als auch die Namen als Varietät.
- Doritis pulcherrima Lindl. (aktuell: Phalaenopsis pulcherrima (Lindl.) J.J.Sm.)
- Doritis buyssoniana (Rchb.f.) J.M.H.Shaw (Doritis pulcherrima var. buyssoniana (Rchb.f.) Aver.) (aktuell: Phalaenopsis buyssoniana Rchb.f.)
- Doritis regnieriana (Rchb.f.) Holttum (Doritis pulcherrima var. regnieriana (Rchb.f.) Aver.) (aktuell: Phalaenopsis pulcherrima var. regnieriana (Rchb.f.) O.Gruss & W.E.Higgins)

## Literatur

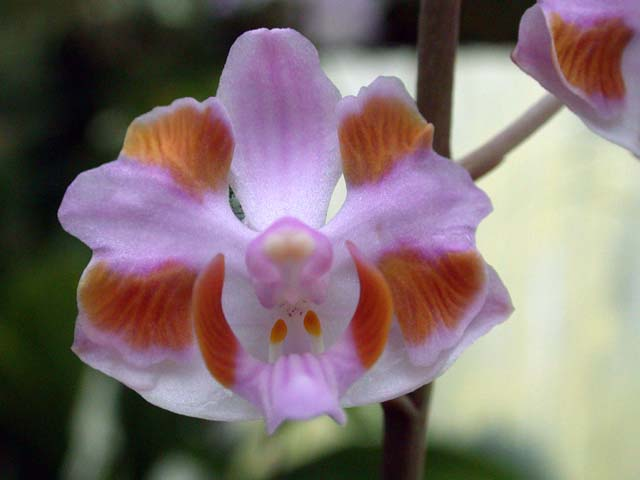
Doritis pulcherrima
mit deformierten Petalen